# Gabriele Gendotti
Gabriele Gendotti (Faido, 10 ottobre 1954) è un politico e avvocato svizzero, già Consigliere di Stato del Canton Ticino iscritto al Partito Liberale Radicale.

## Biografia
Consegue la laurea in giurisprudenza all'università di Zurigo nel 1980 e in seguito ottiene il brevetto di avvocato. Nel 1974 diventa presidente di Gioventù Liberale Radicale Ticinese delle Tre valli ambrosiane. Nel 1983 lo studio dell'avvocato Bixio Celio (già consigliere di Stato) a Faido dove è eletto Consigliere comunale dal 1983 al 2000, poi deputato in Gran Consiglio dal 1987 al 1999, capogruppo del Partito Liberale Radicale Ticinese dal 1991 al 1999. Coniugato con Patrizia, padre di Tosca e Giacomo.
Nell'ottobre del 1999 viene eletto in Consiglio nazionale, dove diviene membro delle commissioni delle finanze e degli affari giuridici e dell'Autorità di vigilanza sulla NEAT, carica che ricopre fino al 22 agosto del 2000 quando succede a Giuseppe Buffi alla direzione del Dipartimento dell'istruzione e della cultura e dello sport in Consiglio di Stato, dove viene rieletto nel 2003. Presidente della Commissione permanente per la formazione generale dal 2002 al 2003. Membro del Consiglio di fondazione del Fondo nazionale svizzero per la ricerca scientifica dal 28 marzo 2003.